# 陳微之
陳 微之（ちん びし、朝鮮語: 진미지、生没年不詳）は、中国から百済に移住していた中国系百済人の貴族。百済の官職「徳率」に任ぜられ、参司軍を務める。官職は「馬徒郡参司軍」。馬徒郡は、馬突（現在の鎮安郡）と推定される。「参司軍」の具体的な職務は不明であるが、名称からみて、中国王朝の「参軍」「司馬」の影響を受けていることは明らかであり、「参司軍」は、中国官職「参軍」「司軍」を百済式に改名したものとみられる。「参司軍」のなかに「司軍」という名称があるため、軍事職であることは明らかであるが、軍事顧問、あるいは軍事補佐官とみる見解がある。陳微之の生年は、息子の陳法子（615年 - 680年）より一世代前であるため、585年から595年の間と推測される。関連して、陳微之が「德率」の高位に上り詰めたのは40歳前後とみられるため、陳微之が「馬徒郡参司軍」に任命された時期は、625年から635年の間と推定できる。

## 生涯
中国で出土した息子の陳法子の墓誌によって陳氏一族の出自と活動が詳らかになった。なお、陳法子の墓誌は、大唐西市博物館が所蔵している。先祖は、2世紀末の黄巾の乱を避けて中国から朝鮮に移住した中国移民であり、陳氏一族は熊津に定住していたが、漢城百済の崩壊後の百済の熊津遷都後に一族が頭角をあらわし、主に百済政府の外交と教育で活躍した。

## 家族
先祖は、後漢末期の混乱期に中国から朝鮮に移住した。移住時期は、後漢末期の184年に起きた黄巾の乱から各地方の軍閥が乱立するようになった献帝の建安年間までの間であるが、これ以上の具体的な時期は分からない。先祖には、東城王代に中国南朝に派遣された陳明、太学の長官を務めた陳春、百済の官職「達率」に任ぜられ、麻連大郡将を務めた陳徳止などがいる。陳微之の息子の陳法子は、百済・唐戦争において軍事業務を担当する百済の将軍だったが、唐軍に投降し、百済滅亡後、唐に移住して洛陽で暮らし、唐の将軍として活動した。

## 考証
陳法子の先祖は、後漢末期に黄巾の乱が勃発すると、朝鮮半島に亡命し、馬韓にたどり着く。陳法子の先祖は、後漢の植民地である楽浪郡・帯方郡を通過せずに、黄海を渡海し、直接朝鮮半島に渡るが、その理由は、当時の楽浪郡・帯方郡は政治的・軍事的に大混乱していたからである。そして、陳法子の先祖は、最終的に熊津に定着するが、熊津に定着するようになった時期はおよそ4世紀中頃から5世紀はじめと推定され、水村里遺跡から出土している中国製陶磁器から裏付けられる。陳法子の先祖は既にそこで暮らしていた中国人移民コミュニティと密接な関係を築き、中国人移民コミュニティで暮らしながら、断続的に渡来する中国人と引き続き関係を構築し、地域一帯が中国人移民コミュニティの特殊地域となる。その後、漢城百済が崩壊、百済が熊津に遷都すると、陳法子の先祖は中央政界に進出する足がかりを得る。東城王に出仕した陳明がその例である。陳法子の先祖は、対中国外交の使節を輩出しており、中国文化を百済貴族に伝えることで、百済貴族の中国文化に対する要求や需要を満たし、百済貴族と密接な関係を構築することに成功した。